# Saison 2023-2024 des Celtics de Boston
La saison 2023-2024 des Celtics de Boston est la 78e saison de la franchise en National Basketball Association (NBA).
Le 14 mars, les Celtics se qualifient pour les playoffs. 
Le 20 mars, ils sont assurés de terminer premier de la Division Atlantique pour la 3e année consécutive. 
Le 3 avril, ils sont assurés de terminer avec le meilleur bilan de la NBA et sont assurés d'avoir l'avantage du terrain durant tous les playoffs. 
Le 27 mai, ils deviennent champions de la Conférence Est et se qualifient pour les Finales NBA en s'imposant 4 victoires à 0 face aux Pacers de l'Indiana. Jaylen Brown est élu MVP des finales de la conférence Est. Lors des précédents tours, ils ont battu le Heat de Miami (4-1) au premier tour et les Cavaliers de Cleveland (4-1) en demi-finales de conférence. 
Le 17 juin, les Celtics deviennent champions NBA pour la 18e fois de leur histoire en s'imposant face aux Mavericks de Dallas (4-1). Jaylen Brown est élu MVP des Finales.

## Draft
| Tour | Choix | Joueur          | Poste | Nationalité | Provenance              |
| ---- | ----- | --------------- | ----- | ----------- | ----------------------- |
| 2    | 35    | Julian Phillips | SF    | États-Unis  | Volunteers du Tennessee |

## Matchs

### Summer League
| Summer League Total: 2-3 |

| Match | Date match | Équipe      | Score    | Meilleur marqueur      | Meilleur rebondeur     | Meilleur passeur     | Lieux Spectateurs      | Série |
| ----- | ---------- | ----------- | -------- | ---------------------- | ---------------------- | -------------------- | ---------------------- | ----- |
| 1     | 8 juillet  | Miami       | D 88-99  | Jordan Walsh (18)      | Justin Champagnie (11) | JD Davison (11)      | Cox Pavilion 0         | 0 - 1 |
| 2     | 9 juillet  | Washington  | D 98-103 | Justin Champagnie (21) | Justin Champagnie (12) | JD Davison (9)       | Cox Pavilion 0         | 0 - 2 |
| 3     | 12 juillet | L.A. Lakers | V 95-90  | Jordan Walsh (25)      | JD Davison (11)        | Banton, Davison (6)  | Thomas & Mack Center 0 | 1 - 2 |
| 4     | 14 juillet | New York    | D 89-97  | Dalano Banton (18)     | Dalano Banton (9)      | JD Davison (4)       | Cox Pavilion 0         | 1 - 3 |
| 5     | 15 juillet | Orlando     | V 94-77  | Vincent Bodon (13)     | Vincent Bodon (6)      | Baldwin, Davison (6) | Thomas & Mack Center 0 | 2 - 3 |

### Pré-saison
| Pré-saison Total: 4-1 (Domicile : 2-0; Extérieur : 2-1) |

| Match | Date match | Équipe         | Score     | Meilleur marqueur     | Meilleur rebondeur        | Meilleur passeur     | Lieux Spectateurs            | Série |
| ----- | ---------- | -------------- | --------- | --------------------- | ------------------------- | -------------------- | ---------------------------- | ----- |
| 1     | 8 octobre  | Philadelphie   | V 114-106 | Payton Pritchard (26) | Jayson Tatum (10)         | Jayson Tatum (5)     | TD Garden 19 156             | 1 - 0 |
| 2     | 9 octobre  | @ New York     | D 107-114 | Payton Pritchard (21) | Hauser, Stevens (8)       | Payton Pritchard (5) | Madison Square Garden 19 512 | 1 - 1 |
| 3     | 11 octobre | @ Philadelphie | V 112-101 | Payton Pritchard (17) | Brissett, Mykhaïliouk (6) | Derrick White (4)    | Wells Fargo Center 20 497    | 2 - 1 |
| 4     | 17 octobre | New York       | V 123-110 | Jayson Tatum (28)     | Porziņģis, Tatum (8)      | Jaylen Brown (6)     | TD Garden 19 156             | 3 - 1 |
| 5     | 19 octobre | @ Charlotte    | V 127-99  | Jaylen Brown (20)     | Kristaps Porziņģis (12)   | Payton Pritchard (8) | Spectrum Center 12 590       | 4 - 1 |

### Saison régulière
| Saison régulière Total: 64-18 (Domicile : 38-4; Extérieur : 26-14) |

| Match | Date       | Équipe       | Score     | Meilleur marqueur  | Meilleur rebondeur | Meilleur passeur  | Lieux Spectateurs            | Série |
| ----- | ---------- | ------------ | --------- | ------------------ | ------------------ | ----------------- | ---------------------------- | ----- |
| 1     | 25 octobre | @ New York   | V 108-104 | Jayson Tatum (34)  | Jayson Tatum (11)  | Jaylen Brown (5)  | Madison Square Garden 19 812 | 1 - 0 |
| 2     | 27 octobre | Miami        | V 119-111 | Derrick White (28) | Jrue Holiday (10)  | Jrue Holiday (7)  | TD Garden 19 156             | 2 - 0 |
| 3     | 30 octobre | @ Washington | V 126-107 | Jaylen Brown (36)  | Sam Hauser (8)     | Derrick White (8) | Capital One Arena 17 898     | 3 - 0 |

| Match                                                                      | Date         | Équipe         | Score          | Meilleur marqueur       | Meilleur rebondeur      | Meilleur passeur     | Lieux Spectateurs         | Série  |
| -------------------------------------------------------------------------- | ------------ | -------------- | -------------- | ----------------------- | ----------------------- | -------------------- | ------------------------- | ------ |
| 4                                                                          | 1er novembre | Indiana        | V 155-104      | Jayson Tatum (30)       | Jayson Tatum (12)       | Payton Pritchard (9) | TD Garden 19 156          | 4 - 0  |
| 5                                                                          | 4 novembre   | @ Brooklyn     | V 124-114      | Jayson Tatum (32)       | Jayson Tatum (11)       | Jrue Holiday (10)    | Barclays Center 17 983    | 5 - 0  |
| 6                                                                          | 6 novembre   | @ Minnesota    | D 109-114 (OT) | Jayson Tatum (32)       | Jrue Holiday (11)       | Jrue Holiday (6)     | Target Center 18 024      | 5 - 1  |
| 7                                                                          | 8 novembre   | @ Philadelphie | D 103-106      | Kristaps Porziņģis (29) | Jayson Tatum (15)       | Jayson Tatum (6)     | Wells Fargo Center 19 953 | 5 - 2  |
| 8                                                                          | 10 novembre  | Brooklyn*      | V 121-107      | Jaylen Brown (28)       | Jrue Holiday (12)       | Jrue Holiday (9)     | TD Garden 19 156          | 6 - 2  |
| 9                                                                          | 11 novembre  | Toronto        | V 117-94       | Jaylen Brown (29)       | Horford, Porziņģis (7)  | Jrue Holiday (7)     | TD Garden 19 156          | 7 - 2  |
| 10                                                                         | 13 novembre  | New York       | V 114-98       | Jayson Tatum (35)       | Jrue Holiday (7)        | Jayson Tatum (7)     | TD Garden 19 156          | 8 - 2  |
| 11                                                                         | 15 novembre  | @ Philadelphie | V 117-107      | Jayson Tatum (29)       | Jrue Holiday (10)       | Jayson Tatum (6)     | Wells Fargo Center 19 773 | 9 - 2  |
| 12                                                                         | 17 novembre  | @ Toronto*     | V 108-105      | Jaylen Brown (23)       | Kristaps Porziņģis (12) | Trois joueurs (5)    | Scotiabank Arena 19 800   | 10 - 2 |
| 13                                                                         | 19 novembre  | @ Memphis      | V 102-100      | Kristaps Porziņģis (26) | Jayson Tatum (9)        | Jayson Tatum (5)     | FedExForum 17 798         | 11 - 2 |
| 14                                                                         | 20 novembre  | @ Charlotte    | D 118-121 (OT) | Jayson Tatum (45)       | Jayson Tatum (13)       | Jayson Tatum (6)     | Spectrum Center 19 134    | 11 - 3 |
| 15                                                                         | 22 novembre  | Milwaukee      | V 119-116      | Jaylen Brown (26)       | Jayson Tatum (11)       | Jaylen Brown (8)     | TD Garden 19 156          | 12 - 3 |
| 16                                                                         | 24 novembre  | @ Orlando*     | D 96-113       | Jayson Tatum (26)       | Luke Kornet (6)         | Derrick White (4)    | Amway Center 18 846       | 12 - 4 |
| 17                                                                         | 26 novembre  | Atlanta        | V 113-103      | Jayson Tatum (34)       | Al Horford (15)         | Derrick White (11)   | TD Garden 19 156          | 13 - 4 |
| 18                                                                         | 28 novembre  | Chicago*       | V 124-97       | Jaylen Brown (30)       | Sam Hauser (10)         | Jrue Holiday (9)     | TD Garden 19 156          | 14 - 4 |
| *Matchs comptant pour la phase de groupe du NBA In-Season Tournament 2023. |              |                |                |                         |                         |                      |                           |        |

| Match                                                                   | Date         | Équipe          | Score          | Meilleur marqueur       | Meilleur rebondeur      | Meilleur passeur     | Lieux Spectateurs            | Série  |
| ----------------------------------------------------------------------- | ------------ | --------------- | -------------- | ----------------------- | ----------------------- | -------------------- | ---------------------------- | ------ |
| 19                                                                      | 1er décembre | Philadelphie    | V 125-119      | Tatum, White (21)       | Jayson Tatum (7)        | Jrue Holiday (6)     | TD Garden 19 156             | 15 - 4 |
| 20                                                                      | 4 décembre   | @ Indiana*      | D 112-122      | Jayson Tatum (32)       | Jayson Tatum (12)       | Derrick White (8)    | Gainbridge Fieldhouse 16 693 | 15 - 5 |
| 21                                                                      | 8 décembre   | New York        | V 133-123      | Derrick White (30)      | Al Horford (10)         | Holiday, Tatum (5)   | TD Garden 19 156             | 16 - 5 |
| 22                                                                      | 12 décembre  | Cleveland       | V 120-113      | Brown, Tatum (25)       | Porziņģis, Tatum (10)   | Jayson Tatum (5)     | TD Garden 19 156             | 17 - 5 |
| 23                                                                      | 14 décembre  | Cleveland       | V 116-107      | Jayson Tatum (27)       | Jayson Tatum (11)       | Jaylen Brown (5)     | TD Garden 19 156             | 18 - 5 |
| 24                                                                      | 15 décembre  | Orlando         | V 128-111      | Jayson Tatum (30)       | Sam Hauser (7)          | Derrick White (8)    | TD Garden 19 156             | 19 - 5 |
| 25                                                                      | 17 décembre  | Orlando         | V 114-97       | Jaylen Brown (31)       | Kristaps Porziņģis (10) | Jaylen Brown (6)     | TD Garden 19 156             | 20 - 5 |
| 26                                                                      | 19 décembre  | @ Golden State  | D 126-132 (OT) | Derrick White (30)      | Al Horford (12)         | Brown, Tatum (7)     | Chase Center 18 064          | 20 - 6 |
| 27                                                                      | 20 décembre  | @ Sacramento    | V 144-119      | Brown, White (28)       | Kristaps Porziņģis (9)  | Jrue Holiday (10)    | Golden 1 Center 17 874       | 21 - 6 |
| 28                                                                      | 23 décembre  | @ L.A. Clippers | V 145-108      | Jayson Tatum (30)       | Neemias Queta (12)      | Jrue Holiday (7)     | Crypto.com Arena 19 370      | 22 - 6 |
| 29                                                                      | 25 décembre  | @ L.A. Lakers   | V 126-115      | Kristaps Porziņģis (28) | Kristaps Porziņģis (11) | Derrick White (11)   | Crypto.com Arena 18 997      | 23 - 6 |
| 30                                                                      | 28 décembre  | Détroit         | V 128-122 (OT) | Kristaps Porziņģis (35) | Jrue Holiday (9)        | Jayson Tatum (10)    | TD Garden 19 156             | 24 - 6 |
| 31                                                                      | 29 décembre  | Toronto         | V 120-118      | Jaylen Brown (31)       | Jaylen Brown (10)       | Derrick White (7)    | TD Garden 19 156             | 25 - 6 |
| 32                                                                      | 31 décembre  | @ San Antonio   | V 134-101      | Jayson Tatum (25)       | Kristaps Porziņģis (9)  | Payton Pritchard (7) | Frost Bank Center 18 886     | 26 - 6 |
| *Matchs comptant pour la phase finale du NBA In-Season Tournament 2023. |              |                 |                |                         |                         |                      |                              |        |

| Match | Date       | Équipe              | Score          | Meilleur marqueur       | Meilleur rebondeur      | Meilleur passeur         | Lieux Spectateurs               | Série   |
| ----- | ---------- | ------------------- | -------------- | ----------------------- | ----------------------- | ------------------------ | ------------------------------- | ------- |
| 33    | 2 janvier  | @ Oklahoma City     | D 123-127      | Kristaps Porziņģis (34) | Jayson Tatum (13)       | Jayson Tatum (8)         | Paycom Center 18 203            | 26 - 7  |
| 34    | 5 janvier  | Utah                | V 126-97       | Jayson Tatum (30)       | Jayson Tatum (9)        | Brown, Tatum (5)         | TD Garden 19 156                | 27 - 7  |
| 35    | 6 janvier  | @ Indiana           | V 118-101      | Jayson Tatum (38)       | Jayson Tatum (13)       | Al Horford (8)           | Gainbridge Fieldhouse 17 274    | 28 - 7  |
| 36    | 8 janvier  | @ Indiana           | D 131-133      | Jaylen Brown (40)       | Payton Pritchard (7)    | Kristaps Porziņģis (7)   | Gainbridge Fieldhouse 16 009    | 28 - 8  |
| 37    | 10 janvier | Minnesota           | V 127-120 (OT) | Jayson Tatum (45)       | Jaylen Brown (11)       | Derrick White (6)        | TD Garden 19 156                | 29 - 8  |
| 38    | 11 janvier | @ Milwaukee         | D 102-135      | Payton Pritchard (21)   | Cinq joueurs (4)        | Porziņģis, Pritchard (4) | Fiserv Forum 17 781             | 29 - 9  |
| 39    | 13 janvier | Houston             | V 145-113      | Jaylen Brown (32)       | Jayson Tatum (8)        | Trois joueurs (5)        | TD Garden 19 156                | 30 - 9  |
| 40    | 15 janvier | @ Toronto           | V 105-96       | Holiday, White (22)     | Jayson Tatum (14)       | Jrue Holiday (7)         | Scotiabank Arena 19 278         | 31 - 9  |
| 41    | 17 janvier | San Antonio         | V 117-98       | Jayson Tatum (24)       | Luke Kornet (9)         | Jaylen Brown (5)         | TD Garden 19 156                | 32 - 9  |
| 42    | 19 janvier | Denver              | D 100-102      | Derrick White (24)      | Al Horford (10)         | Tatum, White (5)         | TD Garden 19 156                | 32 - 10 |
| 43    | 21 janvier | @ Houston           | V 116-107      | Kristaps Porziņģis (32) | Brown, White (11)       | Jaylen Brown (10)        | Toyota Center 18 055            | 33 - 10 |
| 44    | 22 janvier | @ Dallas            | V 119-110      | Jayson Tatum (39)       | Jayson Tatum (11)       | Holiday, Pritchard (6)   | American Airlines Center 20 277 | 34 - 10 |
| 45    | 25 janvier | @ Miami             | V 143-110      | Jayson Tatum (26)       | Jayson Tatum (8)        | Horford, White (6)       | Kaseya Center 20 074            | 35 - 10 |
| 46    | 27 janvier | L.A. Clippers       | D 96-115       | Jayson Tatum (21)       | Jayson Tatum (11)       | Jrue Holiday (4)         | TD Garden 19 156                | 35 - 11 |
| 47    | 29 janvier | La Nouvelle-Orléans | V 118-112      | Jayson Tatum (28)       | Jaylen Brown (11)       | Jayson Tatum (8)         | TD Garden 19 156                | 36 - 11 |
| 48    | 30 janvier | Indiana             | V 129-124      | Jayson Tatum (30)       | Kristaps Porziņģis (12) | Jayson Tatum (7)         | TD Garden 19 156                | 37 - 11 |

| Match                  | Date        | Équipe       | Score     | Meilleur marqueur       | Meilleur rebondeur      | Meilleur passeur   | Lieux Spectateurs            | Série   |
| ---------------------- | ----------- | ------------ | --------- | ----------------------- | ----------------------- | ------------------ | ---------------------------- | ------- |
| 49                     | 1er février | L.A. Lakers  | D 105-114 | Jayson Tatum (23)       | Al Horford (9)          | Brown, Holiday (7) | TD Garden 19 156             | 37 - 12 |
| 50                     | 4 février   | Memphis      | V 131-91  | Jayson Tatum (34)       | Quatre joueurs (8)      | Jayson Tatum (7)   | TD Garden 19 156             | 38 - 12 |
| 51                     | 7 février   | Atlanta      | V 125-117 | Kristaps Porziņģis (31) | Jayson Tatum (9)        | Al Horford (8)     | TD Garden 19 156             | 39 - 12 |
| 52                     | 9 février   | Washington   | V 133-129 | Jayson Tatum (35)       | Kristaps Porziņģis (11) | Jayson Tatum (8)   | TD Garden 19 156             | 40 - 12 |
| 53                     | 11 février  | @ Miami      | V 110-106 | Jayson Tatum (26)       | Jayson Tatum (10)       | Jayson Tatum (9)   | Kaseya Center 20 049         | 41 - 12 |
| 54                     | 13 février  | @ Brooklyn   | V 118-110 | Jayson Tatum (41)       | Jayson Tatum (14)       | Jrue Holiday (12)  | Barclays Center 18 053       | 42 - 12 |
| 55                     | 14 février  | Brooklyn     | V 136-86  | Payton Pritchard (28)   | Luke Kornet (8)         | Jayson Tatum (9)   | TD Garden 19 156             | 43 - 12 |
| NBA All-Star Game 2024 |             |              |           |                         |                         |                    |                              |         |
| 56                     | 22 février  | @ Chicago    | V 129-112 | Derrick White (28)      | Jayson Tatum (7)        | Jrue Holiday (6)   | United Center 20 313         | 44 - 12 |
| 57                     | 24 février  | @ New York   | V 116-102 | Jaylen Brown (30)       | Jaylen Brown (8)        | Trois joueurs (6)  | Madison Square Garden 19 812 | 45 - 12 |
| 58                     | 27 février  | Philadelphie | V 117-99  | Jaylen Brown (31)       | Kristaps Porziņģis (12) | Jayson Tatum (8)   | TD Garden 19 156             | 46 - 12 |

| Match | Date     | Équipe                | Score          | Meilleur marqueur  | Meilleur rebondeur      | Meilleur passeur      | Lieux Spectateurs                 | Série   |
| ----- | -------- | --------------------- | -------------- | ------------------ | ----------------------- | --------------------- | --------------------------------- | ------- |
| 59    | 1er mars | Dallas                | V 138-110      | Jayson Tatum (32)  | Horford, Tatum (8)      | Derrick White (8)     | TD Garden 19 156                  | 47 - 12 |
| 60    | 3 mars   | Golden State          | V 140-88       | Jaylen Brown (29)  | Oshae Brissett (8)      | Derrick White (8)     | TD Garden 19 156                  | 48 - 12 |
| 61    | 5 mars   | @ Cleveland           | D 104-105      | Jayson Tatum (26)  | Jayson Tatum (13)       | Derrick White (7)     | Rocket Mortgage FieldHouse 19 432 | 48 - 13 |
| 62    | 7 mars   | @ Denver              | D 109-115      | Jaylen Brown (41)  | Jaylen Brown (14)       | Jayson Tatum (8)      | Ball Arena 19 855                 | 48 - 14 |
| 63    | 9 mars   | @ Phoenix             | V 117-107      | Jayson Tatum (29)  | Al Horford (12)         | Jayson Tatum (7)      | Footprint Center 17 071           | 49 - 14 |
| 64    | 11 mars  | @ Portland            | V 121-99       | Jaylen Brown (27)  | Payton Pritchard (8)    | Pritchard, Tatum (8)  | Moda Center 18 480                | 50 - 14 |
| 65    | 12 mars  | @ Utah                | V 123-107      | Jayson Tatum (38)  | Luke Kornet (9)         | Jrue Holiday (8)      | Delta Center 18 206               | 51 - 14 |
| 66    | 14 mars  | Phoenix               | V 127-112      | Jaylen Brown (37)  | Derrick White (8)       | Jrue Holiday (10)     | TD Garden 19 156                  | 52 - 14 |
| 67    | 17 mars  | @ Washington          | V 130-104      | Hauser, Tatum (30) | Trois joueurs (6)       | Payton Pritchard (13) | Capital One Arena 20 333          | 53 - 14 |
| 68    | 18 mars  | Détroit               | V 119-94       | Jaylen Brown (31)  | Kornet, White (10)      | Derrick White (10)    | TD Garden 19 156                  | 54 - 14 |
| 69    | 20 mars  | Milwaukee             | V 122-119      | Jayson Tatum (31)  | Brown, Tatum (8)        | Derrick White (8)     | TD Garden 19 156                  | 55 - 14 |
| 70    | 22 mars  | @ Détroit             | V 129-102      | Jaylen Brown (33)  | Derrick White (8)       | Derrick White (11)    | Little Caesars Arena 19 994       | 56 - 14 |
| 71    | 23 mars  | @ Chicago             | V 124-113      | Jayson Tatum (26)  | Luke Kornet (13)        | Payton Pritchard (8)  | United Center 21 198              | 57 - 14 |
| 72    | 25 mars  | @ Atlanta             | D 118-120      | Jayson Tatum (37)  | Al Horford (9)          | Payton Pritchard (6)  | State Farm Arena 17 405           | 57 - 15 |
| 73    | 28 mars  | @ Atlanta             | D 122-123 (OT) | Jayson Tatum (31)  | Jayson Tatum (13)       | Jayson Tatum (6)      | State Farm Arena 17 743           | 57 - 16 |
| 74    | 30 mars  | @ La Nouvelle-Orléans | V 104-92       | Jayson Tatum (23)  | Kristaps Porziņģis (10) | Jrue Holiday (7)      | Smoothie King Center 17 932       | 58 - 16 |

| Match | Date      | Équipe        | Score     | Meilleur marqueur       | Meilleur rebondeur      | Meilleur passeur      | Lieux Spectateurs      | Série   |
| ----- | --------- | ------------- | --------- | ----------------------- | ----------------------- | --------------------- | ---------------------- | ------- |
| 75    | 1er avril | @ Charlotte   | V 118-104 | Hauser, Tatum (25)      | Jayson Tatum (10)       | Trois joueurs (5)     | Spectrum Center 19 238 | 59 - 16 |
| 76    | 3 avril   | Oklahoma City | V 135-100 | Kristaps Porziņģis (27) | Kristaps Porziņģis (12) | Payton Pritchard (8)  | TD Garden 19 156       | 60 - 16 |
| 77    | 5 avril   | Sacramento    | V 101-100 | Payton Pritchard (21)   | Kristaps Porziņģis (11) | Jrue Holiday (7)      | TD Garden 0            | 61 - 16 |
| 78    | 7 avril   | Portland      | V 124-107 | Jaylen Brown (26)       | Kristaps Porziņģis (10) | Derrick White (9)     | TD Garden 19 156       | 62 - 16 |
| 79    | 9 avril   | @ Milwaukee   | D 91-104  | Jayson Tatum (22)       | Jaylen Brown (10)       | Jayson Tatum (6)      | Fiserv Forum 17 493    | 62 - 17 |
| 80    | 11 avril  | New York      | D 109-118 | Jayson Tatum (18)       | Kristaps Porziņģis (8)  | Jayson Tatum (7)      | TD Garden 19 156       | 62 - 18 |
| 81    | 12 avril  | Charlotte     | V 131-98  | Payton Pritchard (31)   | Oshae Brissett (11)     | Payton Pritchard (11) | TD Garden 19 156       | 63 - 18 |
| 82    | 14 avril  | Washington    | V 132-122 | Payton Pritchard (38)   | Pritchard, Queta (9)    | Payton Pritchard (12) | TD Garden 19 156       | 64 - 18 |

### Playoffs
| Playoffs Total: 16-3 (Domicile : 9-2; Extérieur : 7-1) |

| Match | Date match | Équipe  | Score     | Meilleur marqueur  | Meilleur rebondeur | Meilleur passeur     | Lieux Spectateurs    | Série |
| ----- | ---------- | ------- | --------- | ------------------ | ------------------ | -------------------- | -------------------- | ----- |
| 1     | 21 avril   | Miami   | V 114-94  | Jayson Tatum (23)  | Jayson Tatum (10)  | Jayson Tatum (10)    | TD Garden 19 156     | 1 - 0 |
| 2     | 24 avril   | Miami   | D 101-111 | Jaylen Brown (33)  | Quatre joueurs (8) | Porziņģis, White (4) | TD Garden 19 156     | 1 - 1 |
| 3     | 27 avril   | @ Miami | V 104-84  | Brown, Tatum (22)  | Jayson Tatum (11)  | Holiday, Tatum (6)   | Kaseya Center 20 092 | 2 - 1 |
| 4     | 29 avril   | @ Miami | V 102-88  | Derrick White (38) | Jayson Tatum (11)  | Jrue Holiday (6)     | Kaseya Center 19 600 | 3 - 1 |
| 5     | 1er mai    | Miami   | V 118-84  | Brown, White (25)  | Jayson Tatum (12)  | Jrue Holiday (5)     | TD Garden 19 156     | 4 - 1 |

| Match | Date match | Équipe      | Score     | Meilleur marqueur | Meilleur rebondeur | Meilleur passeur   | Lieux Spectateurs                 | Série |
| ----- | ---------- | ----------- | --------- | ----------------- | ------------------ | ------------------ | --------------------------------- | ----- |
| 1     | 7 mai      | Cleveland   | V 120-95  | Jaylen Brown (32) | Jayson Tatum (11)  | Tatum, White (5)   | TD Garden 19 156                  | 1 - 0 |
| 2     | 9 mai      | Cleveland   | D 94-118  | Jayson Tatum (25) | Jayson Tatum (7)   | Jayson Tatum (6)   | TD Garden 19 156                  | 1 - 1 |
| 3     | 11 mai     | @ Cleveland | V 106-93  | Jayson Tatum (33) | Jayson Tatum (13)  | Jayson Tatum (6)   | Rocket Mortgage FieldHouse 19 432 | 2 - 1 |
| 4     | 13 mai     | @ Cleveland | V 109-102 | Jayson Tatum (33) | Jayson Tatum (11)  | Holiday, Tatum (5) | Rocket Mortgage FieldHouse 19 432 | 3 - 1 |
| 5     | 15 mai     | Cleveland   | V 113-98  | Jayson Tatum (25) | Al Horford (15)    | Jayson Tatum (9)   | TD Garden 19 156                  | 4 - 1 |

| Match | Date match | Équipe    | Score          | Meilleur marqueur | Meilleur rebondeur | Meilleur passeur  | Lieux Spectateurs            | Série |
| ----- | ---------- | --------- | -------------- | ----------------- | ------------------ | ----------------- | ---------------------------- | ----- |
| 1     | 21 mai     | Indiana   | V 133-128 (OT) | Jayson Tatum (36) | Jayson Tatum (12)  | Derrick White (9) | TD Garden 19 156             | 1 - 0 |
| 2     | 23 mai     | Indiana   | V 126-110      | Jaylen Brown (40) | Al Horford (10)    | Jrue Holiday (10) | TD Garden 19 156             | 2 - 0 |
| 3     | 25 mai     | @ Indiana | V 114-111      | Jayson Tatum (36) | Jayson Tatum (10)  | Jayson Tatum (8)  | Gainbridge Fieldhouse 17 274 | 3 - 0 |
| 4     | 27 mai     | @ Indiana | V 105-102      | Jaylen Brown (29) | Jayson Tatum (13)  | Jayson Tatum (8)  | Gainbridge Fieldhouse 17 274 | 4 - 0 |

| Match | Date match | Équipe   | Score    | Meilleur marqueur | Meilleur rebondeur | Meilleur passeur  | Lieux Spectateurs               | Série |
| ----- | ---------- | -------- | -------- | ----------------- | ------------------ | ----------------- | ------------------------------- | ----- |
| 1     | 6 juin     | Dallas   | V 107-89 | Jaylen Brown (22) | Jayson Tatum (11)  | Trois joueurs (5) | TD Garden 19 156                | 1 - 0 |
| 2     | 9 juin     | Dallas   | V 105-98 | Jrue Holiday (26) | Jrue Holiday (11)  | Jayson Tatum (12) | TD Garden 19 156                | 2 - 0 |
| 3     | 12 juin    | @ Dallas | V 106-99 | Jayson Tatum (31) | Jaylen Brown (8)   | Jaylen Brown (8)  | American Airlines Center 20 311 | 3 - 0 |
| 4     | 14 juin    | @ Dallas | D 84-122 | Jayson Tatum (15) | Jayson Tatum (5)   | Al Horford (4)    | American Airlines Center 20 277 | 3 - 1 |
| 5     | 17 juin    | Dallas   | V 106-88 | Jayson Tatum (31) | Jrue Holiday (11)  | Jayson Tatum (11) | TD Garden 19 156                | 4 - 1 |

### Confrontations en saison régulière
| Conférence Est      | Conférence Est                             | Conférence Est                             | Conférence Est                             | Conférence Est                             | Conférence Est                             | Conférence Est                             | Conférence Ouest                           | Conférence Ouest                           | Conférence Ouest                           |
| Division Atlantique | Division Atlantique                        | Division Atlantique                        | Division Atlantique                        | Division Atlantique                        | Division Atlantique                        | Division Atlantique                        | Division Nord-Ouest                        | Division Nord-Ouest                        | Division Nord-Ouest                        |
| Équipe              | Domicile                                   | Domicile                                   | Domicile                                   | Extérieur                                  | Extérieur                                  | Extérieur                                  | Équipe                                     | Domicile                                   | Extérieur                                  |
| ------------------- | ------------------------------------------ | ------------------------------------------ | ------------------------------------------ | ------------------------------------------ | ------------------------------------------ | ------------------------------------------ | ------------------------------------------ | ------------------------------------------ | ------------------------------------------ |
|                     |                                            |                                            |                                            |                                            |                                            |                                            | Denver                                     | 100-102                                    | 109-115                                    |
| Brooklyn            | 121-107                                    | 136-86                                     |                                            | 124-114                                    | 118-110                                    |                                            | Minnesota                                  | 127-120 (OT)                               | 109-114 (OT)                               |
| New York            | 114-98                                     | 133-123                                    | 109-118                                    | 108-104                                    | 116-102                                    |                                            | Oklahoma City                              | 135-100                                    | 123-127                                    |
| Philadelphie        | 125-119                                    | 117-99                                     |                                            | 103-106                                    | 117-107                                    |                                            | Portland                                   | 124-107                                    | 121-99                                     |
| Toronto             | 117-94                                     | 120-118                                    |                                            | 108-105                                    | 105-96                                     |                                            | Utah                                       | 126-97                                     | 123-107                                    |
| Division            | 15–2 (Domicile : 8-1; Extérieur : 7-1)     | 15–2 (Domicile : 8-1; Extérieur : 7-1)     | 15–2 (Domicile : 8-1; Extérieur : 7-1)     | 15–2 (Domicile : 8-1; Extérieur : 7-1)     | 15–2 (Domicile : 8-1; Extérieur : 7-1)     | 15–2 (Domicile : 8-1; Extérieur : 7-1)     | Division                                   | 6–4 (Domicile : 4-1; Extérieur : 2-3)      | 6–4 (Domicile : 4-1; Extérieur : 2-3)      |
| Division Centrale   | Division Centrale                          | Division Centrale                          | Division Centrale                          | Division Centrale                          | Division Centrale                          | Division Centrale                          | Division Pacifique                         | Division Pacifique                         | Division Pacifique                         |
| Équipe              | Domicile                                   | Domicile                                   | Domicile                                   | Extérieur                                  | Extérieur                                  | Extérieur                                  | Équipe                                     | Domicile                                   | Extérieur                                  |
| Chicago             | 124-97                                     |                                            |                                            | 129-112                                    | 124-113                                    |                                            | Golden State                               | 140-88                                     | 126-132 (OT)                               |
| Cleveland           | 120-113                                    | 116-107                                    |                                            | 104-105                                    |                                            |                                            | L.A. Clippers                              | 96-115                                     | 145-108                                    |
| Détroit             | 128-122 (OT)                               | 119-94                                     |                                            | 129-102                                    |                                            |                                            | L.A. Lakers                                | 105-114                                    | 126-115                                    |
| Indiana             | 155-104                                    | 129-124                                    |                                            | 112-122                                    | 118-101                                    | 131-133                                    | Phoenix                                    | 127-112                                    | 117-107                                    |
| Milwaukee           | 119-116                                    | 122-119                                    |                                            | 102-135                                    | 91-104                                     |                                            | Sacramento                                 | 101-100                                    | 144-119                                    |
| Division            | 13–5 (Domicile : 9-0; Extérieur : 4-5)     | 13–5 (Domicile : 9-0; Extérieur : 4-5)     | 13–5 (Domicile : 9-0; Extérieur : 4-5)     | 13–5 (Domicile : 9-0; Extérieur : 4-5)     | 13–5 (Domicile : 9-0; Extérieur : 4-5)     | 13–5 (Domicile : 9-0; Extérieur : 4-5)     | Division                                   | 7-3 (Domicile : 3-2; Extérieur : 4-1)      | 7-3 (Domicile : 3-2; Extérieur : 4-1)      |
| Division Sud-Est    | Division Sud-Est                           | Division Sud-Est                           | Division Sud-Est                           | Division Sud-Est                           | Division Sud-Est                           | Division Sud-Est                           | Division Sud-Ouest                         | Division Sud-Ouest                         | Division Sud-Ouest                         |
| Équipe              | Domicile                                   | Domicile                                   | Domicile                                   | Extérieur                                  | Extérieur                                  | Extérieur                                  | Équipe                                     | Domicile                                   | Extérieur                                  |
| Atlanta             | 113-103                                    | 125-117                                    |                                            | 118-120                                    | 122-123 (OT)                               |                                            | Dallas                                     | 138-110                                    | 119-110                                    |
| Charlotte           | 131-98                                     |                                            |                                            | 118-121 (OT)                               | 118-104                                    |                                            | Houston                                    | 145-113                                    | 116-107                                    |
| Miami               | 119-111                                    |                                            |                                            | 143-110                                    | 110-106                                    |                                            | Memphis                                    | 131-91                                     | 102-100                                    |
| Orlando             | 128-111                                    | 114-97                                     |                                            | 96-113                                     |                                            |                                            | New Orleans                                | 118-112                                    | 104-92                                     |
| Washington          | 133-129                                    | 132-122                                    |                                            | 126-107                                    | 130-104                                    |                                            | San Antonio                                | 117-98                                     | 134-101                                    |
| Division            | 13–4 (Domicile : 8-0; Extérieur : 5-4)     | 13–4 (Domicile : 8-0; Extérieur : 5-4)     | 13–4 (Domicile : 8-0; Extérieur : 5-4)     | 13–4 (Domicile : 8-0; Extérieur : 5-4)     | 13–4 (Domicile : 8-0; Extérieur : 5-4)     | 13–4 (Domicile : 8-0; Extérieur : 5-4)     | Division                                   | 10–0 (Domicile : 5-0; Extérieur : 5-0)     | 10–0 (Domicile : 5-0; Extérieur : 5-0)     |
| Conférence          | 41–11 (Domicile : 25–1; Extérieur : 16–10) | 41–11 (Domicile : 25–1; Extérieur : 16–10) | 41–11 (Domicile : 25–1; Extérieur : 16–10) | 41–11 (Domicile : 25–1; Extérieur : 16–10) | 41–11 (Domicile : 25–1; Extérieur : 16–10) | 41–11 (Domicile : 25–1; Extérieur : 16–10) | Conférence                                 | 23–7 (Domicile : 12–3; Extérieur : 11–4)   | 23–7 (Domicile : 12–3; Extérieur : 11–4)   |
| Total               | 64–18 (Domicile : 37–4; Extérieur : 27–14) | 64–18 (Domicile : 37–4; Extérieur : 27–14) | 64–18 (Domicile : 37–4; Extérieur : 27–14) | 64–18 (Domicile : 37–4; Extérieur : 27–14) | 64–18 (Domicile : 37–4; Extérieur : 27–14) | 64–18 (Domicile : 37–4; Extérieur : 27–14) | 64–18 (Domicile : 37–4; Extérieur : 27–14) | 64–18 (Domicile : 37–4; Extérieur : 27–14) | 64–18 (Domicile : 37–4; Extérieur : 27–14) |

## Classements

### Saison régulière
| Conférence Est | Conférence Est             | Conférence Est | Conférence Est | Conférence Est | Conférence Est | Conférence Est | Conférence Est |
| No             | Franchise                  | Vic.           | Déf.           | MJ             | V/D            | GB             |                |
| -------------- | -------------------------- | -------------- | -------------- | -------------- | -------------- | -------------- | -------------- |
| 1              | z - Celtics de Boston      | 64             | 18             | 82             | .780           | –              |                |
| 2              | x - Knicks de New York     | 50             | 32             | 82             | .610           | 14             |                |
| 3              | y - Bucks de Milwaukee     | 49             | 33             | 82             | .598           | 15             |                |
| 4              | x - Cavaliers de Cleveland | 48             | 34             | 82             | .585           | 16             |                |
| 5              | y - Magic d'Orlando        | 47             | 35             | 82             | .573           | 17             |                |
| 6              | x - Pacers de l'Indiana    | 47             | 35             | 82             | .573           | 17             |                |
|                |                            |                |                |                |                |                |                |
| 7              | x - 76ers de Philadelphie  | 47             | 35             | 82             | .573           | 17             |                |
| 8              | x - Heat de Miami          | 46             | 36             | 82             | .561           | 18             |                |
| 9              | pi - Bulls de Chicago      | 39             | 43             | 82             | .476           | 25             |                |
| 10             | pi - Hawks d'Atlanta       | 36             | 46             | 82             | .439           | 28             |                |
|                |                            |                |                |                |                |                |                |
| 11             | o - Nets de Brooklyn       | 32             | 50             | 82             | .390           | 32             |                |
| 12             | o - Raptors de Toronto     | 25             | 57             | 82             | .305           | 39             |                |
| 13             | o - Hornets de Charlotte   | 21             | 61             | 82             | .256           | 43             |                |
| 14             | o - Wizards de Washington  | 15             | 67             | 82             | .183           | 49             |                |
| 15             | o - Pistons de Détroit     | 14             | 68             | 82             | .171           | 50             |                |

| Division Atlantique       | V  | D  | MJ | V/D  | GB | Dom   | Ext   | Div  |
| ------------------------- | -- | -- | -- | ---- | -- | ----- | ----- | ---- |
| c - Celtics de Boston     | 64 | 18 | 82 | .780 | –  | 37-4  | 27-14 | 15-2 |
| x - Knicks de New York    | 50 | 32 | 82 | .610 | 14 | 27-14 | 23-18 | 12-5 |
| x - 76ers de Philadelphie | 47 | 35 | 82 | .573 | 17 | 25-16 | 22-19 | 8-8  |
| o - Nets de Brooklyn      | 32 | 50 | 82 | .390 | 32 | 20-21 | 12-29 | 5-11 |
| o - Raptors de Toronto    | 25 | 57 | 82 | .305 | 39 | 14-27 | 11-30 | 1-15 |

### NBA In-Season Tournament
| Rang | Équipe             | Pts | J | G | P | Pp  | Pc  | Diff |
| ---- | ------------------ | --- | - | - | - | --- | --- | ---- |
| 1    | Celtics de Boston  | 7   | 4 | 3 | 1 | 449 | 422 | 27   |
| 2    | Magic d'Orlando    | 7   | 4 | 3 | 1 | 446 | 424 | 22   |
| 3    | Nets de Brooklyn   | 7   | 4 | 3 | 1 | 455 | 435 | 20   |
| 4    | Raptors de Toronto | 4   | 4 | 1 | 3 | 436 | 457 | -21  |
| 5    | Bulls de Chicago   | 4   | 4 | 0 | 4 | 409 | 457 | -48  |

|  | Quarts de finale                   | Quarts de finale                | Quarts de finale                | Quarts de finale                |                       |                       | Demi-finales           | Demi-finales           | Demi-finales           | Demi-finales           |  |  | Finale                 | Finale                 | Finale                 | Finale                 |
|  |                                    |                                 |                                 |                                 |                       |                       |                        |                        |                        |                        |  |  |                        |                        |                        |                        |
|  | 5 décembre 2023 – Milwaukee, WI    | 5 décembre 2023 – Milwaukee, WI | 5 décembre 2023 – Milwaukee, WI | 5 décembre 2023 – Milwaukee, WI |                       |                       | 7 décembre – Las Vegas | 7 décembre – Las Vegas | 7 décembre – Las Vegas | 7 décembre – Las Vegas |  |  | 9 décembre – Las Vegas | 9 décembre – Las Vegas | 9 décembre – Las Vegas | 9 décembre – Las Vegas |
|  | 5 décembre 2023 – Milwaukee, WI    | 5 décembre 2023 – Milwaukee, WI | 5 décembre 2023 – Milwaukee, WI | 5 décembre 2023 – Milwaukee, WI |                       |                       | 7 décembre – Las Vegas | 7 décembre – Las Vegas | 7 décembre – Las Vegas | 7 décembre – Las Vegas |  |  | 9 décembre – Las Vegas | 9 décembre – Las Vegas | 9 décembre – Las Vegas | 9 décembre – Las Vegas |
|  | Bucks de Milwaukee                 | Bucks de Milwaukee              | 146                             | 146                             |                       |                       | 7 décembre – Las Vegas | 7 décembre – Las Vegas | 7 décembre – Las Vegas | 7 décembre – Las Vegas |  |  | 9 décembre – Las Vegas | 9 décembre – Las Vegas | 9 décembre – Las Vegas | 9 décembre – Las Vegas |
|  | Bucks de Milwaukee                 | Bucks de Milwaukee              | 146                             | 146                             |                       |                       | 7 décembre – Las Vegas | 7 décembre – Las Vegas | 7 décembre – Las Vegas | 7 décembre – Las Vegas |  |  | 9 décembre – Las Vegas | 9 décembre – Las Vegas | 9 décembre – Las Vegas | 9 décembre – Las Vegas |
|  | Knicks de New York                 | Knicks de New York              | 122                             | 122                             |                       |                       | 7 décembre – Las Vegas | 7 décembre – Las Vegas | 7 décembre – Las Vegas | 7 décembre – Las Vegas |  |  | 9 décembre – Las Vegas | 9 décembre – Las Vegas | 9 décembre – Las Vegas | 9 décembre – Las Vegas |
|  | Knicks de New York                 | Knicks de New York              | 122                             | 122                             | Bucks de Milwaukee    | Bucks de Milwaukee    | 119                    | 119                    |                        |                        |  |  | 9 décembre – Las Vegas | 9 décembre – Las Vegas | 9 décembre – Las Vegas | 9 décembre – Las Vegas |
|  | 4 décembre 2023 – Indianapolis, IN |                                 |                                 |                                 | Bucks de Milwaukee    | Bucks de Milwaukee    | 119                    | 119                    |                        |                        |  |  | 9 décembre – Las Vegas | 9 décembre – Las Vegas | 9 décembre – Las Vegas | 9 décembre – Las Vegas |
|  |                                    |                                 | Pacers de l'Indiana             | Pacers de l'Indiana             | 128                   | 128                   |                        |                        |                        |                        |  |  | 9 décembre – Las Vegas | 9 décembre – Las Vegas | 9 décembre – Las Vegas | 9 décembre – Las Vegas |
|  | Pacers de l'Indiana                | Pacers de l'Indiana             | Pacers de l'Indiana             | Pacers de l'Indiana             | 128                   | 128                   | 122                    | 122                    |                        |                        |  |  | 9 décembre – Las Vegas | 9 décembre – Las Vegas | 9 décembre – Las Vegas | 9 décembre – Las Vegas |
|  | Pacers de l'Indiana                | Pacers de l'Indiana             | 7 décembre – Las Vegas          |                                 |                       |                       | 122                    | 122                    |                        |                        |  |  | 9 décembre – Las Vegas | 9 décembre – Las Vegas | 9 décembre – Las Vegas | 9 décembre – Las Vegas |
|  | Celtics de Boston                  | Celtics de Boston               | 112                             | 112                             |                       |                       |                        |                        |                        |                        |  |  | 9 décembre – Las Vegas | 9 décembre – Las Vegas | 9 décembre – Las Vegas | 9 décembre – Las Vegas |
|  | Celtics de Boston                  | Celtics de Boston               | 112                             | 112                             | Pacers de l'Indiana   | Pacers de l'Indiana   | 109                    | 109                    |                        |                        |  |  |                        |                        |                        |                        |
|  | 5 décembre 2023 – Los Angeles, CA  |                                 |                                 |                                 | Pacers de l'Indiana   | Pacers de l'Indiana   | 109                    | 109                    |                        |                        |  |  |                        |                        |                        |                        |
|  |                                    |                                 | Lakers de Los Angeles           | Lakers de Los Angeles           | 123                   | 123                   |                        |                        |                        |                        |  |  |                        |                        |                        |                        |
|  | Lakers de Los Angeles              | Lakers de Los Angeles           | Lakers de Los Angeles           | Lakers de Los Angeles           | 123                   | 123                   | 106                    | 106                    |                        |                        |  |  |                        |                        |                        |                        |
|  | Lakers de Los Angeles              | Lakers de Los Angeles           |                                 |                                 |                       |                       |                        |                        |                        |                        |  |  |                        |                        |                        |                        |
|  | Suns de Phoenix                    | Suns de Phoenix                 | 103                             | 103                             |                       |                       |                        |                        |                        |                        |  |  |                        |                        |                        |                        |
|  | Suns de Phoenix                    | Suns de Phoenix                 | 103                             | 103                             | Lakers de Los Angeles | Lakers de Los Angeles | 133                    | 133                    |                        |                        |  |  |                        |                        |                        |                        |
|  | 4 décembre 2023 – Sacramento, CA   |                                 |                                 |                                 | Lakers de Los Angeles | Lakers de Los Angeles | 133                    | 133                    |                        |                        |  |  |                        |                        |                        |                        |
|  |                                    |                                 | Pelicans de La Nouvelle-Orléans | Pelicans de La Nouvelle-Orléans | 89                    | 89                    |                        |                        |                        |                        |  |  |                        |                        |                        |                        |
|  | Kings de Sacramento                | Kings de Sacramento             | Pelicans de La Nouvelle-Orléans | Pelicans de La Nouvelle-Orléans | 89                    | 89                    | 117                    | 117                    |                        |                        |  |  |                        |                        |                        |                        |
|  | Kings de Sacramento                | Kings de Sacramento             |                                 |                                 |                       |                       |                        | 117                    |                        |                        |  |  |                        |                        |                        |                        |
|  | Pelicans de La Nouvelle-Orléans    | Pelicans de La Nouvelle-Orléans | 127                             | 127                             |                       |                       |                        |                        |                        |                        |  |  |                        |                        |                        |                        |
|  | Pelicans de La Nouvelle-Orléans    | Pelicans de La Nouvelle-Orléans | 127                             | 127                             |                       |                       |                        |                        |                        |                        |  |  |                        |                        |                        |                        |
|  |                                    |                                 |                                 |                                 |                       |                       |                        |                        |                        |                        |  |  |                        |                        |                        |                        |